# Tetrajodek cyny
Tetrajodek cyny (nazwa Stocka: jodek cyny(IV)), SnI
4 – nieorganiczny związek chemiczny z grupy jodków, sól kwasu jodowodorowego i cyny na IV stopniu utlenienia. Krystalizuje się jako pomarańczowy osad, łatwo rozpuszczalny w rozpuszczalnikach niepolarnych takich jak benzen.
Powstaje w reakcji syntezy z cyny oraz jodu:
Sn + 2I
2 → SnI
4
Można go też otrzymać w reakcji soli kwasów nieorganicznych, w których cyna występuje na IV stopniu utleniania, i kwasu jodowodorowego:
Sn(SO
4)
2 + 4HI → SnI
4 + 2H
2SO
4